# 琴平電鉄塩江線
塩江線（しおのえせん）は、かつて香川県香川郡仏生山町（現・高松市仏生山）の仏生山駅と香川郡塩江村（現・高松市塩江地区）の塩江駅を結んでいた琴平電鉄（ことひらでんてつ、現・高松琴平電気鉄道）の鉄道路線。日本内地における、史上唯一の非電化標準軌鉄道線であった。
1929年（昭和4年）に琴平電鉄の子会社である塩江温泉鉄道（しおのえおんせんてつどう）の路線として開業したが、経営難により、のち親会社の琴平電鉄に吸収合併されて同社の塩江線となった。1941年（昭和16年）に廃止となっている。

## 路線データ
- 路線距離（営業キロ）：16.2km[1]
- 軌間：1435mm
- 駅数：12駅（起終点駅含む）
- 複線区間：なし（全線単線）
- 電化区間：なし（全線非電化）
- 閉塞方式：通券式

## 運行形態
当初狭軌の1067mm軌間で計画され、敷設免許も狭軌で取得されたが、1435mm標準軌用の貨車を本線格の琴平電鉄から直通させることを考慮し、1928年（昭和3年）に軌間変更願を出して標準軌での敷設に変更している。直通貨車についてはガソリン機関車で牽引する計画であったが実現が遅れ、その間にトラック輸送の方が効率的と判断されて頓挫した。従って本路線はその全期間を通じ、旅客輸送専業の路線であった。
開業後間もない1930年（昭和5年）時点の時刻は仏生山発午前5:14 - 午後9:54、塩江発午前6:04 - 午後10:44で、一日21往復、50分毎に運転されていたが、その後25分毎とし、本線格の琴平電鉄の全電車に接続するようにされた。しかし頻発サービスの効果は薄く、琴平電鉄合併後は再び50分毎運転に戻された。輸送実績は開業直後の1930年度がピークで、以後は年々低下し続けた。
- 駅5か所、停留所7か所。
- 1930年当時の全線所要時間42分、運賃40銭。
- 車両はガソリンカーで、ほとんど1両での運転であった。ただし、多客時は2両編成で運行された。

## 歴史
- 1927年（昭和2年）
  - 4月22日 琴平電鉄線高松駅（現・高松琴平電気鉄道瓦町駅） - 琴電琴平駅間全通。塩江温泉に直通する鉄道建設の機運が高まる
  - 12月15日 鉄道免許状下付（香川郡仏生山町-同郡塩江村間 動力 瓦斯倫 軌間1067mm）[3]
- 1928年（昭和3年）8月21日 琴平電鉄の子会社として塩江温泉鉄道を設立（本社は高松市の琴平電鉄本社内に置く）[4][5]。同年より建設工事開始
- 1929年（昭和4年）11月12日 塩江温泉鉄道線として仏生山 - 塩江間が開業[6]
- 1938年（昭和13年）
  - 5月1日 塩江温泉鉄道は、赤字が好転せず親会社である琴平電鉄に吸収合併。同社の塩江線となる[7]
  - 秋頃 台風の襲来により線路・橋梁が流失。復旧に時間がかかり赤字が拡大
- 1941年（昭和16年）5月10日 不要不急線とみなされたことにより、塩江線を廃止[8]。線路等は戦時の鉄資材供出に充てられた

## 駅一覧と接続路線
事業者名・所在地は営業当時のもの。全駅香川県に所在。営業キロは仏生山起点、今尾 (2009) による。
| 駅名         | 駅名の読み     | 営業 キロ | 接続路線         | 備考                   | 所在地   |
| ------------ | -------------- | --------- | ---------------- | ---------------------- | -------- |
| 仏生山駅     | ぶっしょうざん | 0.0       | 琴平電鉄：琴平線 |                        | 仏生山町 |
| 船岡停留所   | ふなおか       | 1.5       |                  |                        | 浅野村   |
| 浅野駅       | あさの         | 2.8       |                  |                        | 浅野村   |
| 伽羅土停留所 | からと         | 4.0       |                  |                        | 浅野村   |
| 川東駅       | かわひがし     | 5.4       |                  |                        | 川東村   |
| 岩崎停留所   | いわさき       | 6.7       |                  | 1940年以降に廃止       | 川東村   |
| 鮎滝駅       | あゆたき       | 8.1       |                  |                        | 川東村   |
| 関停留所     | せき           | 9.7       |                  |                        | 安原村   |
| 安原停留所   | やすはら       | 10.6      |                  | 中徳停留所（開通当初） | 安原村   |
| 中村駅       | なかむら       | 12.0      |                  |                        | 塩江村   |
| 岩部停留所   | いわぶ         | 14.7      |                  |                        | 塩江村   |
| 塩江駅       | しおのえ       | 16.2      |                  |                        | 塩江村   |

## 輸送・収支実績
| 年度 | 乗客（人） | 営業収入（円） | 営業費（円） | 益金（円） | その他損金（円） | 支払利子（円） | 政府補助金（円） |
| ---- | ---------- | -------------- | ------------ | ---------- | ---------------- | -------------- | ---------------- |
| 1929 | 195,098    | 7,475          | 5,144        | 2,331      | 雑損164償却金343 | 1,724          |                  |
| 1930 | 334,745    | 49,269         | 43,231       | 6,038      | 雑損442          | 19,527         |                  |
| 1931 | 249,194    | 40,838         | 32,353       | 8,485      |                  | 22,096         |                  |
| 1932 | 207,205    | 35,818         | 31,429       | 4,389      |                  | 22,157         | 7,891            |
| 1933 | 198,469    | 34,463         | 37,807       | ▲ 3,344    | 雑損216          | 22,639         | 15,642           |
| 1934 | 261,795    | 32,925         | 37,484       | ▲ 4,559    | 雑損償却金5,005  | 21,940         | 37,307           |
| 1935 | 209,887    | 31,871         | 40,788       | ▲ 8,917    | 雑損償却金7,263  | 21,020         | 37,264           |
| 1936 | 205,307    | 30,384         | 44,803       | ▲ 14,419   | 償却金3,300      | 19,635         | 37,366           |
| 1937 | 184,380    | 27,263         | 43,940       | ▲ 16,677   | 償却金650        | 17,255         | 18,504           |

- 鉄道統計資料、鉄道統計各年度版

## 車両
日本内地用としては唯一の1435mm軌間気動車であった川崎車輌製ガソリンカー5両を開業に際して導入、以後廃線までこの5両のみで営業された。1 - 5号とナンバーが振られていたことはわかっているが、特定の形式名はなく、また「キハ」などの区分名称が付与されていたかどうかは不明である。実際には番号順の竣工ではなく、3 - 5が1929年の開業前に入線、1、2は遅れて1930年に入線した。
大正末期 - 昭和初期は日本における気動車の実用化初期段階で、ガソリンカーの製造は中小零細メーカーで占められていたが、1927年の日本車輌製造を皮切りとして大手の鉄道車両メーカーが参入し始めていた。不況に伴う新分野開拓の目論見によるものである。
川崎車輌は、蒸気機関車や電車などの分野では当時の日本における一流メーカーであったが、ガソリンカーの製造はこの塩江温泉鉄道用の車両が初めてであった（それ以前には工藤式蒸気動車の製造例があったのみで、この分野での技術蓄積はなかった）。それだけに試作的要素が強く、随所に変わった特徴の多い車両である。徹底した軽量化を図り、総重量は公称7t、実重量6.5tにまで抑えている。

### 車体
定員40名（うち座席20名）。片側2ドアの半鋼製軽量車体は長さ8350mm、幅2250mm、高さ3340mm（軌条面より）で、小型の路面電車サイズであったが、車体の両端部の幅員をドア部から極端に狭め、運転台部分の前面窓を狭い1枚窓で済ませるという奇妙な形態を採っている。このため正面から見ると極端に幅狭に見えた。ヨーロッパの路面電車に見られるようなこの形態は、カーブ通過時の車体張り出し対策として用いられるものであるが、この塩江線気動車はドア下に水平なステップを装備しているのでカーブではステップが張り出し、実用上の意義が薄く意図不明であった。
側面の客室窓も風変わりで、「広窓・狭窓・広窓」の3枚でセットとなった窓組が3セット並んでいた。広窓は落とし込み式で開閉するが、狭窓は固定式である。日よけは当時普通だった鎧戸や巻き上げ式のブラインドでなく、カーテンを用いていた。独立した乗務員室扉はなく、運転台の両脇窓は戸袋窓になっていて開かなかった。屋上には当時の川崎製の電車などでしばしば見られた、お椀を伏せたような形のベンチレーターが装備されている。

### 走行機器
足回りも独特で、仏生山方は1軸の固定軸、塩江方には2軸ボギー台車を装備した、全3軸の片ボギー車であった。
片ボギー式気動車は、零細企業ながら技術開発に意欲的だった気動車メーカーの松井車輌が考案し、1929年初めに中遠鉄道（後の静岡鉄道駿遠線）キハ1形で実用化した手法で、川崎はこれを真似たものであった。
初期の気動車は固定軸2軸を装備した小型の4輪車ばかりで、2軸中1軸を駆動して走行するのが普通だった。しかし、車両の大型化が進むと、4輪単車ではレールに負担が掛かるようになるため、レール負荷が少なく、より安定して走行できるボギー台車が気動車にも導入されるようになった（日本でのボギー式気動車の最初は、やはり松井車輌が1928年に製造した鞆鉄道キハ3形である）。
ボギー車は大型化や曲線通過能力、高速安定性には優れていたが、駆動力に制約を受けるという問題があった。4輪単車なら2軸中1軸を駆動でき、車重の50%を駆動輪にかけて走行できるところ、ボギー車は4軸中1軸しか駆動できず、車重の25%しか粘着力として使えなかった。これでは非力なエンジンの性能を十分に活かすことができなかったのである。ボギー台車内にギアを仕込んで2軸駆動とする技術は当時の日本にはなく、チェーンや蒸気機関車のような側面ロッドによる2軸駆動が一部で用いられたが、当時の日本製チェーンは切れやすく、またロッド駆動は振動が大きいなど、いずれも機能的に不完全で実用性を欠いた。
そこで松井車輌が考案したのが折衷案の片ボギーで、駆動軸は固定式の1軸形として車重の半分をかけ、もう一方の付随車軸はボギー式として曲線通過能力を高めるというアイデアであった。この手法は1930年代中期までいくつかのメーカーによって私鉄向け気動車に用いられている。しかし、一種の折衷案だけに気動車のさらなる大型化には適さず、私鉄気動車用としては日本車輌製造が1931年に考案した「偏心ボギー台車」（駆動用ボギー台車の中心を駆動軸側にずらすことで、駆動軸荷重を大きく取る手法）装備の通常型ボギー車が戦前の主流となっていった。
急峻な1000分の33勾配が連続する路線である塩江線では登坂のための粘着力確保は必須で、川崎の片ボギー採用は松井の追随ではあったが時宜を得た策であった。1軸駆動輪は直径865mm、ボギー台車の車輪は直径690mmと小さく、回転抵抗を小さくするためにローラーベアリングを装備していた。
ドライブトレーンはアメリカ製の汎用機関であるブダDW-6形エンジン（直列6気筒5.4リッター 連続定格出力37.5馬力/1,000rpm）1基を搭載し、これに手動変速機を組み合わせた機械式である。ブレーキ装置は手回しの手動ブレーキのみで、下り坂ではエンジンブレーキを用いて降坂した。

### 経過
納期遅延で開業までに十分な走行試験ができないままに運行を開始した結果、トラブルが続出した。川崎初めての気動車で不完全な点が多く、軽量化のために細くし過ぎた車軸から輪心が脱落する事故まで起きた。
メーカー側の出張工事により、ともかくも改良を受けて一応安定した運行を行うようになり、新車の増備もないまま、廃線まで運行された。
この気動車は廃線後、変わった変転をたどった。ガソリンカーとしての駆動装置および台車一切を撤去して、台車を電車用のブリル21E形4輪台車に交換して屋根にビューゲルを設置することで路面電車に改造され、当時日本の勢力下にあった満州国首都の新京市（現・中華人民共和国長春市）に送られて、同市の路面電車（現長春有軌電車）として使われたのである。新京市内で運行されている戦時中の姿が記録写真に残されているが、戦後の消息は不明である。
2018年（平成30年）9月頃、埼玉県の鉄道博物館にて当時使用されていたガソリンカーの設計図の原本の一部が発見された。